# Heman A. Moore

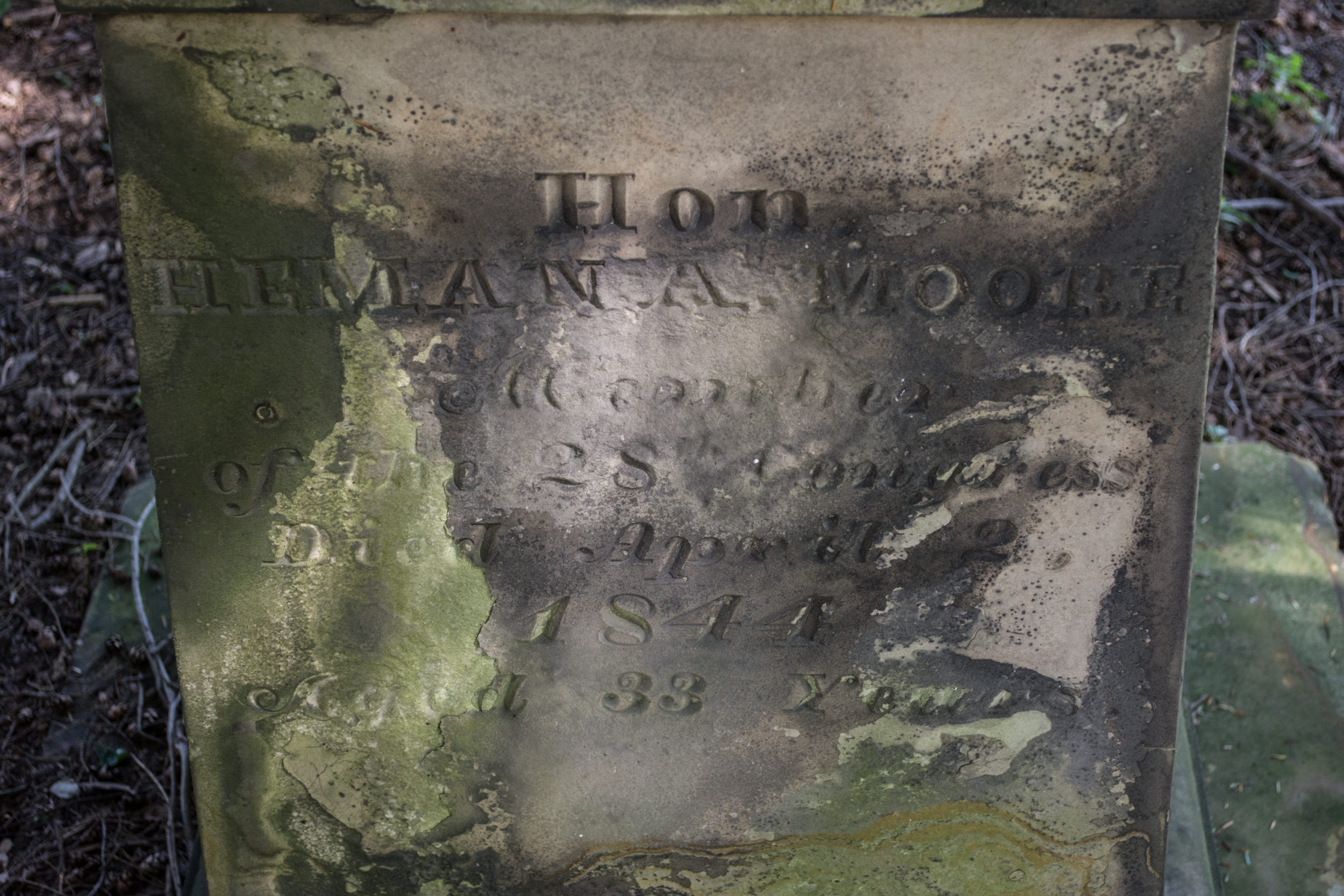
Grab von Herman Allen Moore auf dem Lawn Cemetery Friedhof in Columbus, Ohio

Heman Allen Moore (* 27. August 1809 in Plainfield, Washington County, Vermont; † 3. April 1844 in Columbus, Ohio) war ein US-amerikanischer Politiker. In den Jahren 1843 und 1844 vertrat er den Bundesstaat Ohio im US-Repräsentantenhaus.

## Werdegang
Heman Moore genoss eine akademische Ausbildung. Nach einem anschließenden Jurastudium in Rochester (New York) und seiner Zulassung als Rechtsanwalt begann er in Columbus in diesem Beruf zu arbeiten. Gleichzeitig schlug er als Mitglied der Demokratischen Partei eine politische Laufbahn ein.
Bei den Kongresswahlen des Jahres 1842 wurde Moore im zehnten Wahlbezirk von Ohio in das US-Repräsentantenhaus in Washington, D.C. gewählt, wo er am 4. März 1843 die Nachfolge von Samson Mason antrat. Dieses Mandat konnte er bis zu seinem Tod am 3. April 1844 ausüben. Diese Zeit war von den Spannungen zwischen Präsident John Tyler und den Whigs geprägt. Außerdem wurde damals bereits über eine mögliche Annexion der seit 1836 von Mexiko unabhängigen Republik Texas diskutiert. Heman Moore wurde auf dem Green Lawn Cemetery in Columbus beigesetzt.